# Parc national de Paanajärvi
Le parc national de Paanajärvi (en russe : Национальный парк Паанаярви ; en finnois : Paanajärven kansallispuisto) est un parc national du Nord de la Russie, dans le raïon de Loukhi en république de Carélie. Il s'étend sur 1 043,71 km2 sur la commune de Pääjärvi et est bordé du parc national d'Oulanka de l'autre côté de la frontière, en Finlande.
Il protège une section de la vallée de la rivière Oulankajoki, dont en particulier le lac Paanajärvi ainsi que les massifs qui l'encadrent, dont en particulier Nuorunen, le point culminant de la république. La différence d'altitude au sein du parc implique une variété de milieux naturels, en particulier au sommet la toundra alpine la plus méridionale d'Europe qui comprend une riche végétation de reliques, ainsi que les riches forêts primaires d'épicéas, qui recouvrent la grande majorité du parc.

## Toponymie
Le parc national tient son nom du lac de Paanajärvi, dont le nom peut signifier approximativement « chemin, piste de ski, chaudron ». Son nom est d'origine sami, ce qui n'est pas un hasard, car la région du lac était habitée par ces tribus au Moyen Âge. Chacune des options de traductions du nom du lac reflète les caractéristiques de celui-ci.
En effet, le lac allongé, entourré de reliefs plus hauts, a longtemps servi aux populations locales de moyen de communication le plus court et le plus simple, avec en été le bateau, et en hiver les skis. Il est à noter que järvi signifie dans le dialecte septentrional de la langue carélienne « lac ». Ce toponyme est similaire à de nombreux autres de la région, qui utilisent ce mêm radical. Il y a ainsi le Pääjärvi, le Sovajärvi ou encore le Kautisjärvi.

## Géographie
Le parc a été créé en 1992 et couvre une superficie de 104 371 hectares, soit 1 043,71 km2.
Adossé à la frontière entre la Finlande et la Russie, il est prolongé en Finlande par le parc national d'Oulanka.
Les sites les plus visités du parc national de Paanajärvi sont Ruskeakallio, Kivakkakoski et Kivakkatunturi, Mäntykoski, Nuorunen et le lac Paanajärvi.
Le lac Paanajärvi est long de 24 km, large de 1,5 km et profond de 128 m.

### Localisation et frontières
Le parc nationale se trouve près du cercle polaire arctique, et adjacent à une chaîne de grands lacs : Piaozero, Rouvozero, Sokolozero et Tsipringa entre autres. Il se situe dans le nord-ouest de la république de Carélie, près de la frontière russo-finlandaise, dans le territoire du raïon de Loukhi. Il est centré autour de la vallée de la rivière Oulankajoki avec ses gorges, qui comprennent le lac Paanajärvi.

### Climat

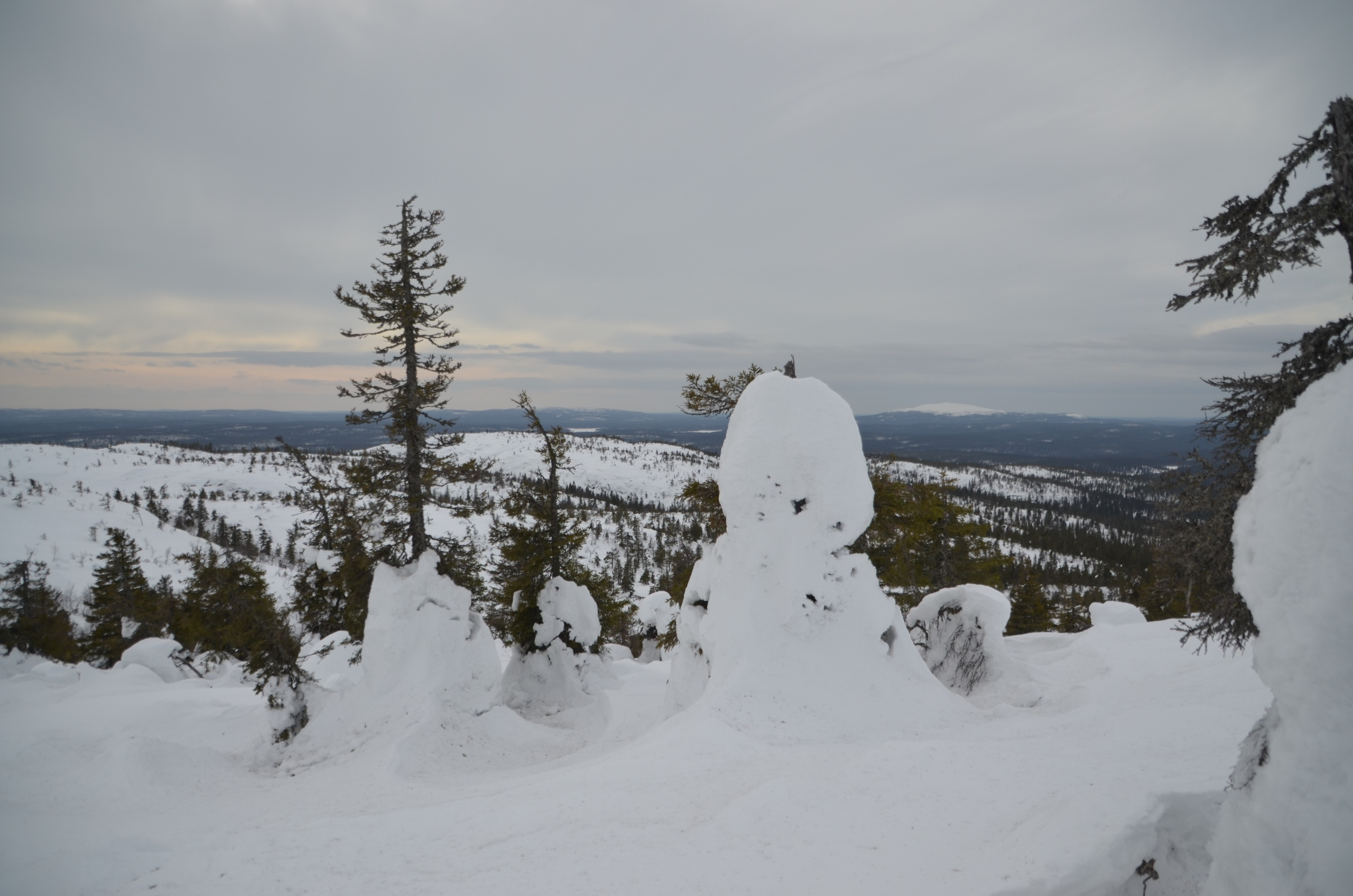
Neige sur les grandes étendues du parc, en avril.

Le Maanselkä et ses hauteurs sont situées à la frontière entre les influences océaniques et le climat plus continental à l'est. Les vents d'ouest apportent tout au long de l'année des températures douces, ce qui contraste fortement avec les températures de l'est , bien plus froides. Mais ces masses d'air de l'Atlantique nord apportent beaucoup d'instabilité sur le territoire. Les instabilités peuvent aussi venir en été, et de manière moins fréquente le reste de l'année, de l'Arctique, avec des vagues de froid brutales et prolongées. Alors que la direction du vent prédominante en hiver est du sud-ouest, elle est du nord-est en été. Du fait de l'influence des masses d'air et du relief, le bassin du lac Paanajärvi appartient à la sous-région climatique de Maanselkä, avec des températures froides, des hivers longs et rigoureux, et une période sans gel courte, tandis que l'été est doux. La température moyenne approche les 0 °C, avec une température moyenne en janvier-février de −12 – −13 °C, et une en juillet de +14–+15 °C. Les quantités de précipitations sont de l'ordre de 500 à 520 mm en juillet. L'épaisseur moyenne de neige est de 70 à 80 cm, mais une épaisseur supérieure à un mètre n'est pas rare,. En hiver, les arbres sont recouverts par des masses importantes de neige.
À cause du relief qui entoure la vallée du lac, un microclimat particulier se forme ici. En hiver, des couches d'inversions se forment, avec les masses d'air froides qui plongent dans la vallée, créant de fortes gelées et des différences de températures en moyenne de 5 °C, et pouvant atteindre 20 °C. Au contraire d'avril à septembre, la vallée devient une cuvette bien plus chaude que ses environs,. À titre indicatif, les relevés de la station météorologique de Kalevala, la station la plus proche, à 130 km au sud, sont indiqués ci-dessous.
| Mois                              | jan.  | fév.  | mars | avril | mai  | juin | jui. | août | sep. | oct. | nov. | déc.  | année |
| --------------------------------- | ----- | ----- | ---- | ----- | ---- | ---- | ---- | ---- | ---- | ---- | ---- | ----- | ----- |
| Température minimale moyenne (°C) | −15,4 | −15,2 | −11  | −4,8  | 1,2  | 7,2  | 10,7 | 8,4  | 4,2  | −0,7 | −6,5 | −11,4 | −2,8  |
| Température moyenne (°C)          | −10,9 | −10,7 | −5,9 | 0     | 6,7  | 12,8 | 15,9 | 13,3 | 8,2  | 2    | −3,6 | −7,8  | 1,7   |
| Température maximale moyenne (°C) | −7,2  | −6,8  | −1,3 | 4,6   | 11,9 | 17,9 | 20,9 | 18,1 | 12,1 | 4,4  | −1,2 | −4,8  | 5,7   |
| Précipitations (mm)               | 37    | 31    | 28   | 28    | 50   | 62   | 79   | 69   | 60   | 54   | 50   | 44    | 592   |

### Relief
Le parc national est formé de la vallée du lac Paanajärvi, et des montagnes de Maanselkä qui l'entourant. Le massif du parc est le plus élevé de l'ensemble de la république de Carélie. La vallée est une gorge, qui mesure environ 24 kilomètres de long, un kilomètre de large, pour 128 m de profondeur maximale. Le mont Mäntutunturi s'élève sur la rive du nord du lac, et certaines rives du lac ont des falaises abruptes de 60 m.

### Hydrographie
L'attraction principale du parc est la cascade Kivakkakoski et ses 12 m de haut.
Le lac Paanajärvi, sur lequel le lac est centré, est l'un des lacs de Fennoscandie les plus profonds. Il se situe dans le bassin d'une faille d'origine tectonique, orientée dans le sens quasi latitudinale. La profondeur du lac atteint 128 m, et sa longueur est de 24 kilomètres, avec une largeur de ne dépassant pas les 1,5 km.

### Géologie
Le parc national comprend 15 grands sites géologiques, classifiés comme des monuments naturels géologiques. Le point culminant de Maanselkä, le mont Nuorunen, se trouve dans le parc. Ses roches sont parmi les plus vieilles, et illustrent l'histoire géologique locale, avec des granites âgés d'environ 2,45 milliards d'années.
Le territoire de l'aire protégée repose sur d'anciens sols précambriens. Dès la fin du Protérozoïque inférieur, des processus de soulèvement de la croûte terrestre ont eu lieu sur le territoire. Mais les glaciers du Quaternaire ont emporté les altérés tout le sol. Aujourd'hui, les sols sédimentaires meubles du Quaternaire reposent sur des roches précambrienens polies par les glaciations. Les roches précambrienens sont représentées par des roches sédimenatires et magmatiques de l'Archéen, inférieur comme supérieur, et du Protérozoïque inférieur. Ainsi, la formation primaire des gorges remonterait à 1,5 milliard d'années, avant que les différents mouvements du sols et glaciations viennent éroder le paysage. Certaines roches carbonatées au sud du lac Paanajärvi contiennent des traces des premiers organismes du vivant.
L'activité géologique des calottes glaciaires du Quartenaire se reflète dans divers reliefs géologiques, avec des eskers, des kames et des drumlins. Par ailleurs, des traces d'une activité sismique ancienne oeuvent être observées.
Avant la Seconde Guerre mondiale et l'annexion de la région à l'Union soviétique, le cuivre était exploité sur la rive sud du lac Paanajärvi.

## Histoire

### Les Samis et la colonisation

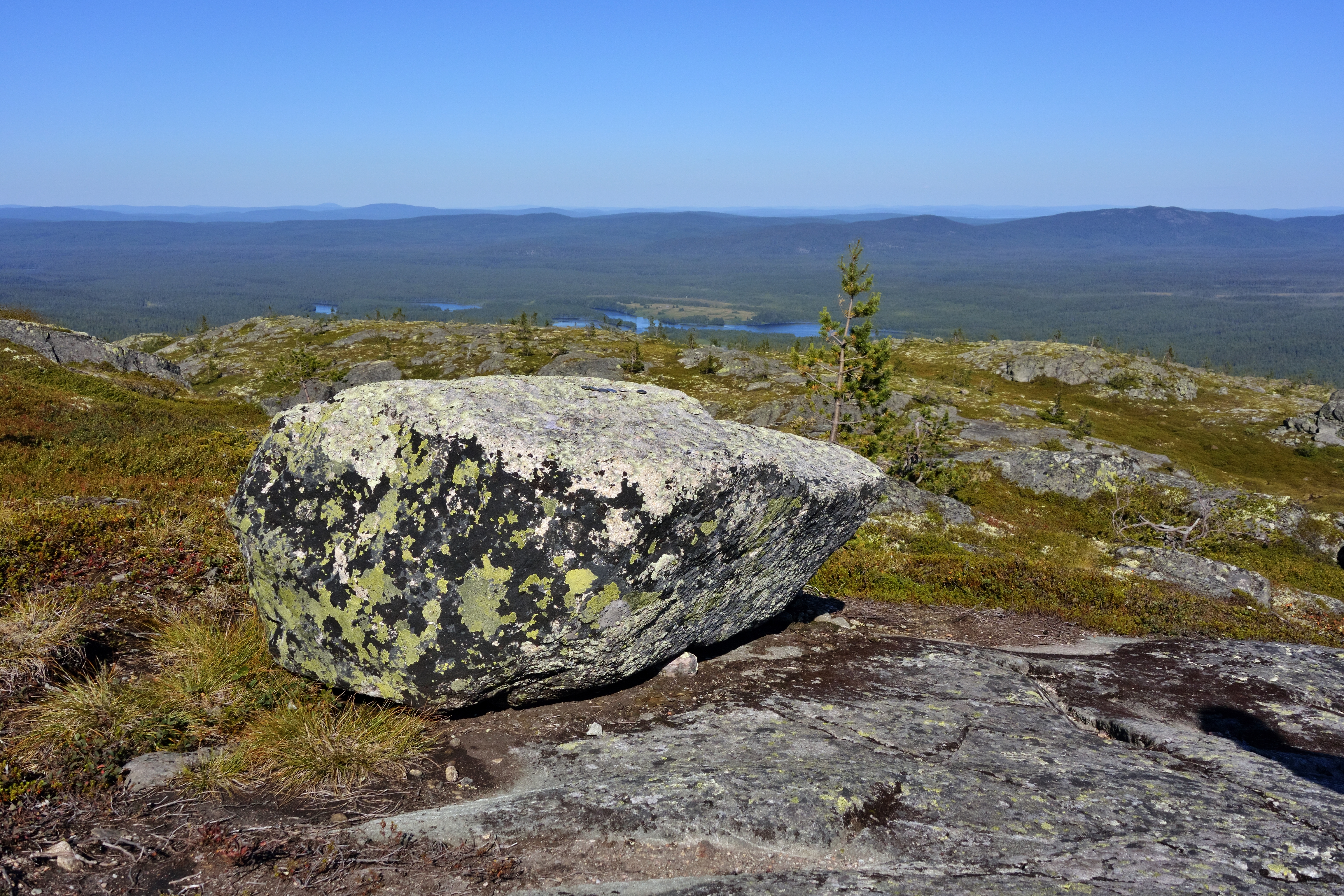
Pierre au mont Kivakka qui faisait office de sanctuaire du au. Le sanctuaire au Kivakka est classé objet patrimonial culturel d'importance fédérale.

Les premiers humains dans la région arrivent il y a 8 000 à 6 000 ans, après le retrait des glaciers. Les traces de leur présence laissent savoir qu'ils se livraient à la fois à la cueillette, à la chasse et à la pêche, comme l'attestent des outils en pierre et des poteries découvertes sur les rives du lac Paanajärvi, ainsi qu'un ciseau de tailleur de pierre, trouvé à la fin du XIXe siècle par des paysans. Au cours du Moyen Âge, le territoire du lac Paanajärvi était habité par des tribus sames, ce qui explique pourquoi le toponyme du lac est d'origine same. Une autre de leur traces est des roches au sommet du mont Kivakka, qui constituaient autrefois un sanctuaire, qui fut utilisé du Ier millénaire av. J.-C. au Ier millénaire denotre ère. Il se trouve sur la rive droite de la rivière Oulanka dans le parc.
Les Russes pénètrent sur le territoire au XIIe – XIVe siècle, lorsque la région fut annexée par la république de Novgorod. Mais après la défaite de Novgorod et l'annexion de celle-ci en 1478 par le grand-prince Ivan III de la grande-principauté de Moscou, la région a été laissée à l'abandon par le pouvoir moscovite. Il faut alors attendre 1595 pour que le royaume de Suède annexe la région. Cependant, ce n'est qu'en 1673 que le développement du territoire commença par la Suède, à la suite d'un décret royal publié cette année-là ouvrant la colonisation de Laponie,. Les colons bénéficiaient d'une exonération de tous les impôts pendant quinze ans.
Après la fin de la guerre russo-suédoise de 1808-1809, la dernière des guerres russo-suédoises, et conformément au traité de Fredrikshamn de 1809, la Finlande devient une partie de l'Empire russe, y compris la zone autour du lac Paanajärvi. Le village de Paanajärvi comptait à cette époque une population qui n'excédait pas les 60 habitants. La frontière entre l'Empire russe et le grand-duché autonome de Finlande fut clarifiée et délimitée entre 1842 et 1849. À la suite de cela, la région du lac Paanajärvi fut clairement attribuée au territoire de la Finlande autonome.

### Histoire finnoise
Au milieu du XIXe siècle, le village de Paanajärvi s'est considérablement dépeuplé, en raison des habitants qui partaient à la recherche de meilleurs conditions de vie. Mais dès la fin du siècle, la situation s'est inversée, et la population a réaugmenté. Les habitants vivaient principalement de l'agriculture et de l'élevage, et dans une moindre mesure, à la chasse, l'exploitation forestière et la pêche.
Au début du XXe siècle le village de Paanajärvi, qui comptait plus de 60 ménages, et qui était alors la localité la plus prospère de Kuusamo. Quelques autres villages et hameaux existaient sur le territoire actuel du parc. À cette époque, le village possédait quatre magasins, une banque, un poste de police, une poste, une école, un moulin, un centre médical et une scierie. L'école, ouverte en 1905, était la deuxième ouverte de Kuusamo, après celle à Tavajärvi en 1894. La population de Paanajärvi était en effet parmi les premières de la région à avoir postuler pour une école. Et en 1906 débuta la construction d'une route allant de Vuotunka au sud à Paanajärvi. Au milieu des années 1920, cette route fut améliorée pour permettre la circulation de tous les véhicules. Dans les années 1930, le village comprenait 20 ménages paysans, 24 domaines ainsi que 10 parcelles louées par l'État. En 1934, une route touristique fut ouverte jusqu'au lac, nommée le « Cercle de l'Ours », depuis le village de Liikasenvaara. Rien qu'à l'été 1939, plus d'un milliers de touristes visitèrent le lac et sa région,.
Mais cet ère prospère se termina avec la guerre de Continuation. Les habitants ont été évacués tandis que les villages ont été incendiés. Désormais, il ne reste quelques traces de ces anciens villages, avec des fondations de bâtiments, des puits et caves envahis par la végétation, des ruines de moulins, des outils, entre autres.

### Protection

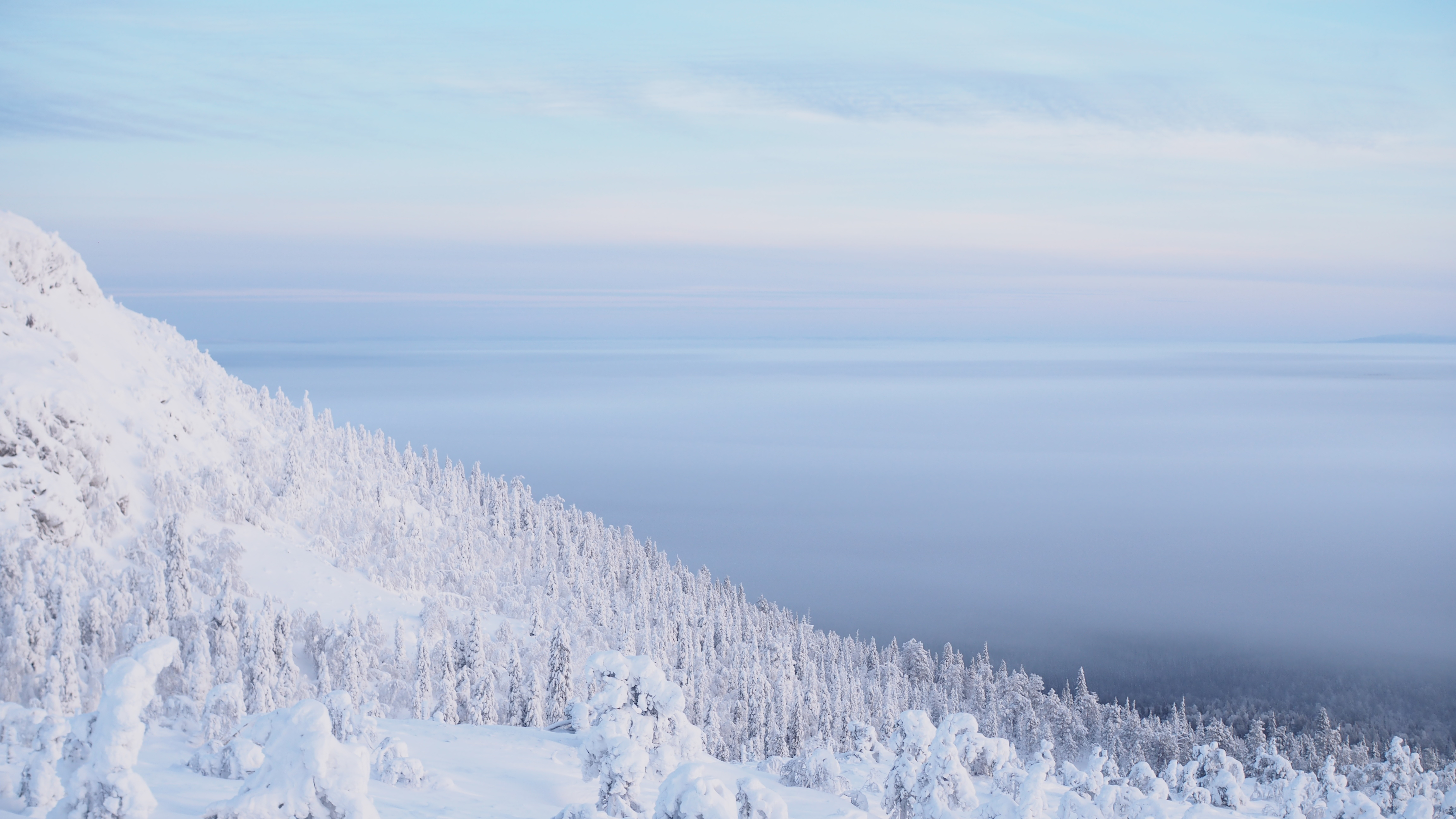
Vue depuis le mont Kivakka sur le lac recouvert de brumes du Piaozero et les forêts denses du parc national Paanajärvi.

La création des parcs nationaux dans ce qui était alors l'Union soviétique commence en 1971, mais il faut attendre encore dix ans pour qu'un statut juridique soit déterminé pour ces aires protégées. Néanmoins, l'expansion rapide du réseau de parcs nationaux en Russie a lieu entre 1991 et 1994. C'est lors de cette expansion rapide que la création du parc national est actée par la décision du gouvernement de la fédération de Russie no 331 du 20 mai 1992. Il a été créé selon la justification officielle « afin de préserver les complexes naturels uniques du lac Paanajärvi et du bassin de la rivière Olanga et de les utiliser à des fins environnementales, récréatives, éducatives et scientifiques. ».
En 1995, la loi  fédérale sur « les zones naturelles spécialement protégées » a été adoptée, remplaçant le cadre juridique de 1981. Et la même année, le gouvernement russe décide le 7 décembre 1995 de renommer l'aire protégée le parc national de Paanajaärvi. Les limites du parc national sont approuvées le 23 mai 1994 par le décret no 177 du maire du raïon de Loukhi de la république de Carélie. Trois ans plus tard, par décret du gouvernement russe du 19 décembre 1997 no 1600, « Sur l'expansion du territoire du parc national de Paanajärvi en république de Carélie », le parc est étendu, et sa superficie est désormais de 104 473 hectares.
Afin d'étudier et de préserver l'histoire des peuplements du territoire, ainsi que de contribuer à la recherche toponymique, le cercle « Histoire locale » a été créé en 2000. Les élèves de la 5e à la 11e année de l'école secondaire de Piaozerski sont invités à participer aux recherches, avec le club d'histoire locale. Les élèves présentent leurs travaux lors de conférences interrégionales, et sont supervisés par des scientifiques d'instituts de recherches. Le parc national est visité par de nombreux scientifiques de différents instituts de recherches en général, et sert souvent de terrain d'entraînement scientifique.
En 2020, le parc national finlandais d'Oulanka et le parc national de Paanajärvi ont signé un accord de coopération jusqu'en 2023 pour travailler conjointement dans les domaines de la conservation de la nature et de l'éducation environnementale. Par ailleurs, un accord a été signé entre les deux pour des travaux de recherches conjoints. Une des principales coopérations est le projet de restaurer l'état de la population de truite brune du réseau hydrographique d'Oulanka-Piaozero, dans la perspective de permettre le tourisme de pêche sans compromettre la biodiversité. De plus, le parc a participé en 2021 à la conférence scientifique et pratique panrusse « Réserves et parcs nationaux - laboratoires de recherche en plein air ».
Le parc, ainsi que celui de Vodlozero (raïon de Poudoj) et la  Direction des aires protégées de Carélie, travaillent ensemble avec le système éducatif de Petroskoi afin de promouvoir et de faire prendre conscience de la biodiversité et des activités de l'homme sur celle-ci. Ainsi, des séminaires et conférences de scientifiques ont été faites pour les élèves et étudiants, y compris des conférences sur le thème « À la découverte de Paanajärvi ».

## Gestion et règlementation
L'aire protégée a le statut de parc national, ce qui fait donc d'elle une aire protégée d'importance fédérale. Depuis la formation du parc, la gestion de l'aire protégée est confiée à l'institut budgétaire « Parc national de Paanajärvi », une institution fédérale. Les terres du parc national sont ainsi des terres sous la jurisdiction fédérales, et non des terres de la république de Carélie,.
Le parc a reçu une certification PAN parks.

## Tourisme
En 2021, l'espace naturel du parc a été visité par 7 342 personnes réparties en 1 443 groupes. Les visiteurs passent par le centre d'information, le musée du parc, et peuvent recevoir deslivrets, guides. Les itinéraires sont balisées. Le parc organise dans son musée des expositions fixes et itinérantes. Pour l'annéee 2021, il a accueilli 10, qui ont été visitées par 15 145 personnes, dont 6 132 personnes pour le seul évènement « Marche des Parcs ». Le parc a organisé en tout 56 évènements, et en 2021, le musée du parc a été visité par 3 436 personnes. D'après un rapport du gouvernement carélien de 2018, le parc accueille 5 000 visiteurs par an, soit un quart de nombre total de touristes du raïon de Louhi. Par comparison, le parc a accueilli 4 666 visiteurs en 2009.
Le centre d'accueil du parc national se trouve dans le village de Pääjärvi, où les visiteurs peuvent, avec l'aide de guides, se familiariser avec les coutumes et le mode de vie des peuples caréliens et finnois qui vivaient autrefois dans la région.

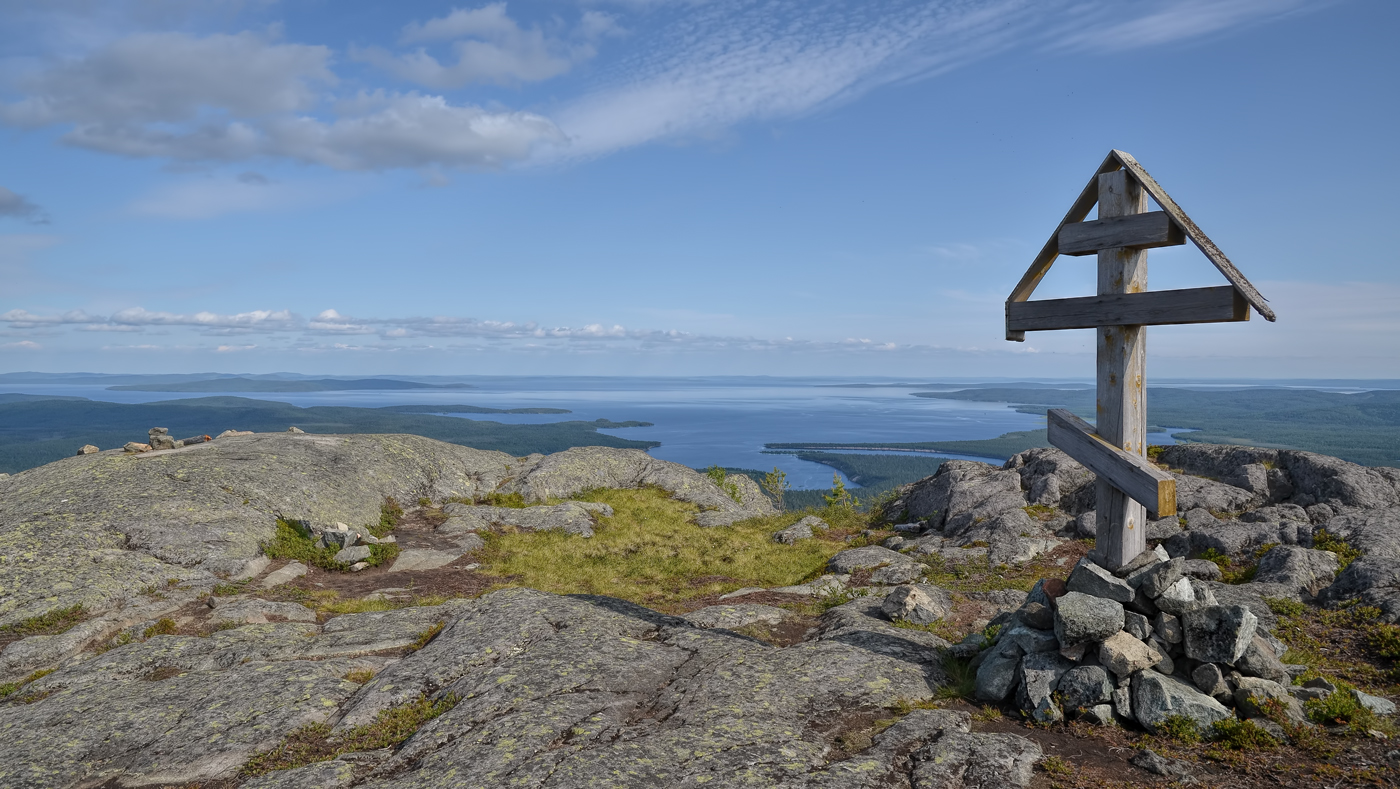
Croix de chemin au sommet d'une des montagnes du parc.

Les visiteurs du parc national peuvent en apprendre plus sur la vie des Caréliens du Nord dans la « Maison Carélienne ». Cette maison est bâtiment recré sur le site du village de l'ancien village de Vartiolampi, d'après des anciens dessins et souvenirs. Le parc accueille aussi des évènements nommés les « Fêtes caréliennes » et les « Jeux Sami » pour faire connaître les peuples locaux.